# Cockney

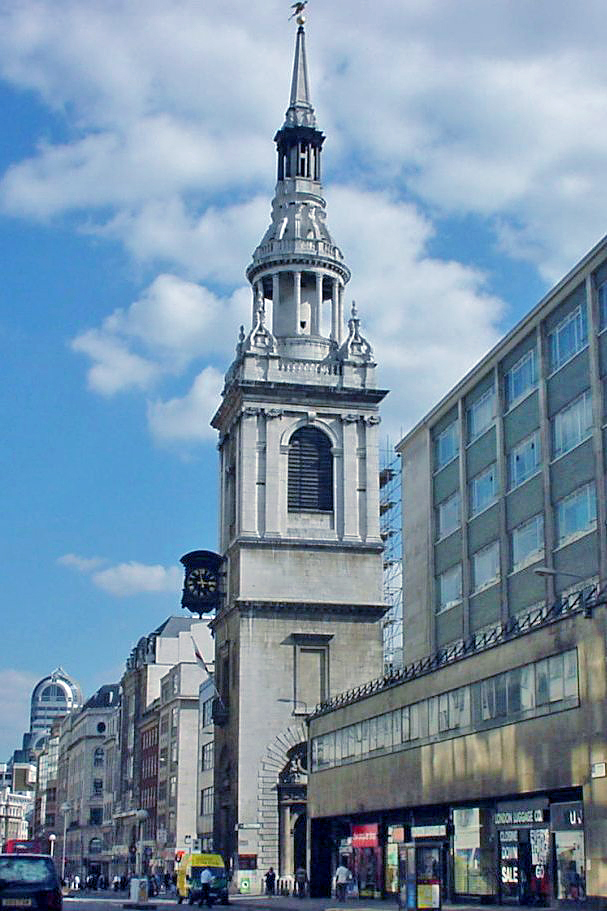
St Mary-le-Bow

Cockney è un termine inglese che può essere riferito sia alla classe proletaria di Londra, in particolare della zona est, sia al dialetto parlato da quelle persone e per estensione al dialetto di Londra.
La zona geografica cui si riferisce il termine si estende tradizionalmente attorno alla chiesa di St Mary-le-Bow nella city (si diceva che un vero cockney fosse qualcuno nato in un luogo da cui si potevano sentire le sue campane). Tuttavia, a causa dello spopolamento della Città di Londra, che da zona prevalentemente residenziale è diventata distretto finanziario, e la crescita del porto e dell'industria a est, i tradizionali quartieri "cockney" sono diventati quelli dell'East End: più precisamente, la zona comprende, oltre alla City, le aree di Clerkenwell, Finsbury, Shoreditch, Wapping, Limehouse, Hoxton, Stepney, Bethnal Green, Whitechapel, Shadwell, Aldgate, Millwall, Hackney, Rotherhithe, Mile End e Bow (divisi ora tra i borghi di Tower Hamlets, Hackney e Islington, nell'area compresa a ovest da Westminster, a est dal fiume Lea e a nord da Victoria Park). Bermondsey è l'unico quartiere considerato cockney che si trova a sud del Tamigi (nel borgo di Southwark).
Dalla contrazione di mock e cockney è stato coniato il termine "mockney", traducibile come 'finto accento', soprattutto in riferimento a personaggi dello spettacolo che camuffano la propria pronuncia per acquistare popolarità. Uno dei primi attori comici ad avere grande successo con il personaggio del cockney fu John Liston ai primi dell'Ottocento.

## Etimologia
Il primo uso documentato del termine appare nel 1362 in Pietro l'Aratore (Passus VI) di William Langland e viene usato per indicare un piccolo uovo deforme, dal medio inglese "coken" (in inglese "cock", in italiano "gallo") e "ey" (in inglese "egg", in italiano "uovo") quindi letteralmente "uovo di gallo". Ne Il racconto del fattore di Geoffrey Chaucer (del 1386 circa) il termine appare come "cokenay" con il significato di "un figlio teneramente allevato, un compagno effeminato, un rammollito" ("a child tenderly brought up, an effeminate fellow, a milksop", in inglese). Entro il 1521, il termine veniva usato da parte delle persone dei paesi di campagna come riferimento dispregiativo per gli effeminati abitanti delle città.
Solo dal 1600, il termine ha cominciato a essere usato per descrivere i nati a portata d'orecchio delle Bow Bells, quando Samuel Rowlands, nella sua satira The Letting of Humours Blood in the Head-Vaine, dice "I scorne... To let a Bowe-bell Cockney put me downe" ("Sono disdegnato... Lasciare che un Cockney delle Bow Bells mi denigri"). Un contemporaneo di Rowlands, il viaggiatore e scrittore Fynes Moryson, afferma nella sua opera Itinerario che "i londinesi, e tutti coloro che sentono le Bow Bells, sono con biasimo chiamati Cockneys". John Minsheu è stato il primo lessicografo a definire la parola in questo senso, nel suo Ductor in Linguas (del 1617), dove sostiene che il termine "Cockney o Cocksie [sia] applicato solo a uno nato nel suono delle Bow Bells, che sono nella Città di Londra". Tuttavia, le etimologie che offrivano (quelle dei termini "cock" e "neigh", o dal termine latino, "incoctus") non erano corrette. In Un dizionario classico della lingua volgare di Francis Grose (del 1785) appare che il termine ha la seguente etimologia:

Un cittadino di Londra, trovandosi in campagna, e sentendo un cavallo nitrire, esclamò, Signore! come ride quel cavallo! Una persona che gli stava vicino gli disse che il rumore si chiamava Nitrito; la mattina dopo, quando il gallo cantò, il cittadino per mostrare che non aveva dimenticato quello che gli era stato detto gridò, Senti come Nitrisce il gallo?

Dati i significati precedenti di cui sopra, questa storia è probabilmente apocrifa.

### Paese di Cuccagna (Cockaigne)
Una derivazione alternativa è dalla parola "Cuccagna" (Cockaigne), un termine per un mitico paese lussuoso, registrato per la prima volta nel 1305. Lo si è poi usato scherzosamente per riferirsi a Londra, e nel tempo ha avuto un certo numero di grafie: Cocagne, Cockayne, Cocknay e Cockney. Le ultime due grafie potrebbero essere utilizzate per riferirsi sia ai bambini viziati ("to cocker a child" significa, in inglese, abbracciare o viziare un bambino) che gli abitanti di Londra.

## Migrazione ed evoluzione
Recenti ricerche linguistiche suggeriscono che oggi, alcuni elementi in uso nell'inglese cockney sono in declino all'interno dell'East End di Londra e l'accento è "migrato" verso l'Outer London e le contee contigue a Londra: nell'East End di Londra, alcune caratteristiche tradizionali dell'accento cockney sono state sostituite dalle caratteristiche del "Jafaican", una varietà di creolo giamaicano, popolare tra i giovani londinesi, in particolare, anche se non esclusivamente, quelli di origine afro-caraibica. Tuttavia, il colpo di glottide, le doppie negazioni, e la vocalizzazione della L-scura (la L velarizzata) e altre caratteristiche del Cockney discorso, tra cui alcuni termini rhyming slang, sono ancora d'uso comune.
Un rapporto del luglio 2010 condotto da Paul Kerswill, docente di Sociolinguistica presso l'Università di Lancaster, Multicultural London English: the emergence, acquisition and diffusion of a new variety ("Inglese multiculturale londinese: la nascita, l'acquisizione e la diffusione di una nuova varietà", in italiano) ha, tuttavia, previsto che l'accento cockney sparirà dalle strade di Londra entro 30 anni. Lo studio, finanziato dal Consiglio di Ricerca Economica e Sociale (Economic and Social Research Council), sostiene che l'accento cockney, che è stato usato per più di 500 anni, è stato sostituito a Londra da un nuovo linguaggio ibrido; secondo il prof Kerswill: "l'accento cockney nell'East End si sta ora trasformando in inglese multiculturale londinese, un nuovo, mix di tutte quelle parlate delle persone che vivendo qui hanno imparato l'inglese come seconda lingua".
Al contrario, la migrazione dei parlanti cockney ha portato alla relativa "migrazione" del dialetto. In Essex, a causa della nascita delle città pianificate che crescevano a seguito della migrazione post-bellica di Londra (come Basildon e Harlow), si può udire una forte influenza cockney nel dialetto locale. Tuttavia, ciò è difficile da scorgere a causa delle caratteristiche comuni del dialetto dell'Essex e del cockney: lo storico linguistica e ricercatore dei primi dialetti, Alexander John Ellis, nel 1890 ha, infatti, dichiarato che l'accento cockney s'è sviluppato a causa dell'influenza del dialetto dell'Essex sulla parlata del londinesi.
In anni recenti, inoltre, il dialetto si è spostato dall'Inner London verso la periferia della Grande Londra, a causa dello spostamento di residenti da aree diventate abbienti verso aree residenziali meno costose. Quindi, oggi le aree cockney comprendono, tra gli altri, Dagenham, Barking, Billericay, Brentwood, Romford, Chigwell, Loughton, Ilford, Tottenham, Enfield Lock, Brimsdown, Basildon, Thurrock, Cheshunt, Bexley, Sidcup, Welling e Eltham.

## Parlata cockney
I parlanti cockney hanno un accento e un dialetto distintivo, e utilizzano, occasionalmente, il rhyming slang. L'"Indagine dei Dialetti Inglesi" (Survey of English Dialects) e la BBC, registrando per prima la parlata della popolazione residente da lungo tempo a Hackney, ha mostrato come nel tempo sia cambiato l'accento.
John Camden Hotten, nel suo Slang Dictionary del 1859, fa riferimento all'"uso di un linguaggio gergale particolare" quando descrive i venditori ambulanti dell'East End di Londra. Oltre alla parlata dei venditori ambulanti, nel dialetto vi sono anche diversi prestiti dalla lingua Yiddish, come kosher (originariamente in ebraico, via Yiddish, cioè "legittimo"), di origine tedesca, come stumm (/ʃtʊm/ (via Yiddish, cioè "tranquillo"), o Rom, come per esempio wonga (che significa "soldi", derivato da "wanga", che significa "carbone") o cushty (da "kushtipen", che significa "buono").

### Caratteristiche della parlata
- Come molti accenti del Regno Unito, l'accento cockney è non-rotico. Il suono-er finale è pronunciato, nell'accento tradizionale, [ə] od [ɐ], aperto. Come tutti, o quasi tutti, gli accenti non-rotici, le serie di parole appaiate commA e lettER, PALM/BATH e START, THOUGHT e NORTH/FORCE, vengono uniti, ossia usano la stessa vocale. Allo stesso modo, l'ultima sillaba di parole come cheetah può essere pronunciata [ɐ] in cockney.
- Il suono /ɑː/ posteriore (broad A) viene usato in parole come bath, path, demand. Questo ha avuto origine a Londra nei secoli XVI-XVII e, ora, è anche parte della Received Pronunciation (RP).
- Glottalizzazione della T: l'uso del colpo di glottide come allofono di /t/ in varie posizioni,[22][23] anche dopo una sillaba accentata. Colpi di glottide si verificano, anche se meno di frequente, per /k/ e /p/. Ad esempio, Richard Whiteing ha scritto "Hyde Park" come Hy' Par', "like" come lie (che posson dunque con "light" possono essere omofoni) e "Clapham" come /klɛ?ɛm/.[24] Il suono /t/ può anche diventare una monovibrante alveolare, ad esempio nel termine utter si avrà [ˈaɾɐ]. I suoni /p, t, k/ a Londra sono spesso aspirati in ambienti intervocalici e finali, ad esempio nei termini "upper" [ˈapʰɐ], "utter" [ˈatˢɐ], "rocker" [ˈɹɒkʰɐ], "up" [apʰ], "out" [ˈæə̯tˢ], "rock" [ɹɒkʰ] (mentre l'RP prescrive le varianti non aspirate). Inoltre, nel puro accento cockney, il grado di aspirazione è generalmente maggiore di quello dell'RP, e può spesso comportare persino un certo grado di affricazione: le affricate possono trovarsi in posizione iniziale, intervocalica e finale.[25][26]
  - A causa di questa caratteristica, per spiegare come si pronuncia il colpo di glottide della parlata cockney, spesso si citano nei libri di testo le lingue semitiche.
- Th-fronting:[27]
  - /θ/ può diventare [f] in qualsiasi posizione all'interno della parola. [fɪn] "thin", [mɛfs] "maths".
  - /ð/ può diventare [v] in qualsiasi posizione eccetto all'inizio della parola dove può diventare [ð, ð̞, d, l, ʔ, ∅]. [dæɪ] "they", [ˈbɒvə] "bother".[28][29]
- Yod-coalescence in parole come tune [tʃʰʉːn] o reduce [ɹɪˈdʒʉːs] (comparato alla pronuncia tradizionale RP [ˈtjuːn, ɹɪˈdjuːs]).[30]
- Caduta dell'H (dunque hill, propriamente /hɪl/ ed ill sono omofoni in /ɪl/. Sivertsen ritiene che l'[h] sia, in un certo modo, un enfatizzante tra i cockney.[31][32]
- Alterazioni delle vocali:[33]
  - /iː/ → [əi~ɐi]:[34][35] [bəiʔ] "beet"
  - /eɪ/ → [æɪ~aɪ]:[36] [bæɪʔ] "bait"
  - /aɪ/ → [ɑɪ] o anche [ɒɪ] in certune parlate vigorose e dialettali. Il secondo elemento può essere ridotto o assente (con allungamento compensativo del primo elemento), in modo che vi siano varianti come [ɑ̟ə~ɑ̟ː]. Ciò significa che coppie come laugh-life, Barton-biting possono diventare omofone: [lɑːf], [bɑːʔn̩]. Tuttavia, questa neutralizzazione non è costante:[37] [bɑɪʔ] "bite"
  - /ɔɪ/ → [ɔ̝ɪ~oɪ]:[37] [ˈtʃʰoɪs] "choice"
  - /uː/ → [əʉ] o un monottongo [ʉː], probabilmente con un minore arrotondamento, [ɨː] or [ʊː]:[34][38] [bʉːʔ] "boot"
  - /əʊ/ → questo dittongo inizia in genere con il suono /ʌ/ dell'area di Londra, [æ~ɐ]. Il secondo elemento può essere [ʊ], ma più comunemente è piuttosto aperto e/o privo di arrotondamento, essendo così una vocale centralizzata [ɤ̈]. Le più ampie varianti Cockney usano [aʊ]:[39] [kʰɐɤ̈ʔ] "coat"
  - /aʊ/ può essere [æə] o un monottongo [æː~aː]:[40] [tˢæən] "town"
- Caratteristiche grammaticali:
  - Uso di me anziché my; ad esempio, "At's me book you got 'ere". Questo utilizzo non può essere fatto quando my è enfatizzato; ad esempio, "At's my book you got 'ere" (and not "his").
  - Uso di ain't.
- Uso della doppia negazione; ad esempio "I ditn't see nuffink".[41]

### Cambiamento d'atteggiamento verso l'accento cockney
L'accento cockney è stato a lungo "guardato dall'alto in basso" e ritenuto inferiore ad altri da molti. Nel 1909 questi atteggiamenti ricevettero anche un riconoscimento ufficiale, a causa della relazione della "Conferenza sulla Didattica della lingua inglese" presso le London Elementary Schools rilasciata dal London County Council, dove si afferma che "[...] la parlata cockney, con la sua pronuncia nasale sgradevole, è una moderna corruzione senza credenziali legittime, ed è indegno di essere la parlata di una persona della capitale dell'Impero". D'altra parte, al contempo, sono cominciate a sorgere grida in difesa del dialetto cockney, come, ad esempio, la seguente: "il dialetto di Londra è davvero, soprattutto sulla sponda sud del Tamigi, un "figlio" perfettamente legittimo e responsabile della vecchia lingua kentish [...] il dialetto di Londra a nord del Tamigi ha dimostrato di essere una delle tante varietà del dialetto del Midland o del Mercia, unito dalla varietà dell'est Anglia della parlata [...]". Da allora, l'accento cockney è stato più accettato come forma alternativa della lingua inglese piuttosto che una "inferiore"; fino al 1950 l'unico accento usato sulla BBC (tranne in programmi di intrattenimento come Sooty) fu RP, mentre oggi molti diversi accenti, tra cui quello cockney o quelli fortemente influenzati da esso, possono essere ascoltati sulla BBC.
In un sondaggio condotto da Coolbrands nell'autunno 2008 su un campione di 2000 persone, il cockney è stato votato come il quarto accento più "figo" della Gran Bretagna (con il 7% dei voti), mentre l'accento della Regina d'Inghilterra era considerato il più bello (con il 20% dei voti), invece il Brummie (il dialetto di Birmingham) è stato votato come il meno popolare, ricevendo solo il 2%.